# Andrena cinerea
Andrena cinerea là một loài Hymenoptera trong họ Andrenidae. Loài này được Brullé mô tả khoa học năm 1832.